# Корделл Голл
Корделл Голл (Хелл) (англ. Cordell Hull; 2 жовтня 1871 — 23 липня 1955) — американський державний діяч. Займав пост державного секретаря 11 років (1933–1944), довше ніж будь-хто інший. Лауреат Нобелівської премії миру 1945 року.

## Біографія
Був третім з п'яти синів фермера Вільяма Голла і Елізабет Райлі. У 1891 році отримав юридичну ступінь в Камберлендському університеті, закінчивши 10-місячний курс за 5 місяців. 1893 року був обраний до Палати представників штату Теннессі. Під час Іспано-американської війни служив на Кубі капітаном теннессійської піхоти.
У 1906 році був обраний до Конгресу США, де засідав до 1920 року. Був автором законів про прибутковий податок і про податок на спадщину. Після поразки на виборах в 1920 був головою Демократичного національного комітету (комітет керуючий Демократичною партією США). У 1923 році був знову обраний до Конгресу, зберігав цю посаду до 1930 року. У 1931 році обраний до Сенату США.
У 1933 році призначений Державним секретарем США президентом Рузвельтом. Очолював американську делегацію на економічній і фінансовій конференції в Лондоні в липні 1933 року. Багато зусиль присвятив встановленню добросусідських відносин з латиноамериканськими країнами. З початком Другої світової війни Рузвельт став займатися європейськими справами особисто, доручивши Голлу тихоокеанську проблему. Голл вів переговори з Японією і Китаєм. У 1939 році Голл використовував свій вплив, щоб заборонити сотням єврейських біженців з Європи зійти з корабля «Сент-Луїс» в США, в результаті чого їм довелося повернутися до Європи. З лютого 1942 очолював дорадчий комітет з питань повоєнної політики, в який входили як демократи, так і республіканці. 18 жовтня 1943 брав участь у конференції в Москві з Іденом і Молотовим. У 1944 році пішов з посади держсекретаря в зв'язку з погіршенням здоров'я. Після своєї відставки очолив американську делегацію на установчій конференції ООН у Сан-Франциско в 1945 році. За це він удостоївся Нобелівської премії миру.